# Fokker 100

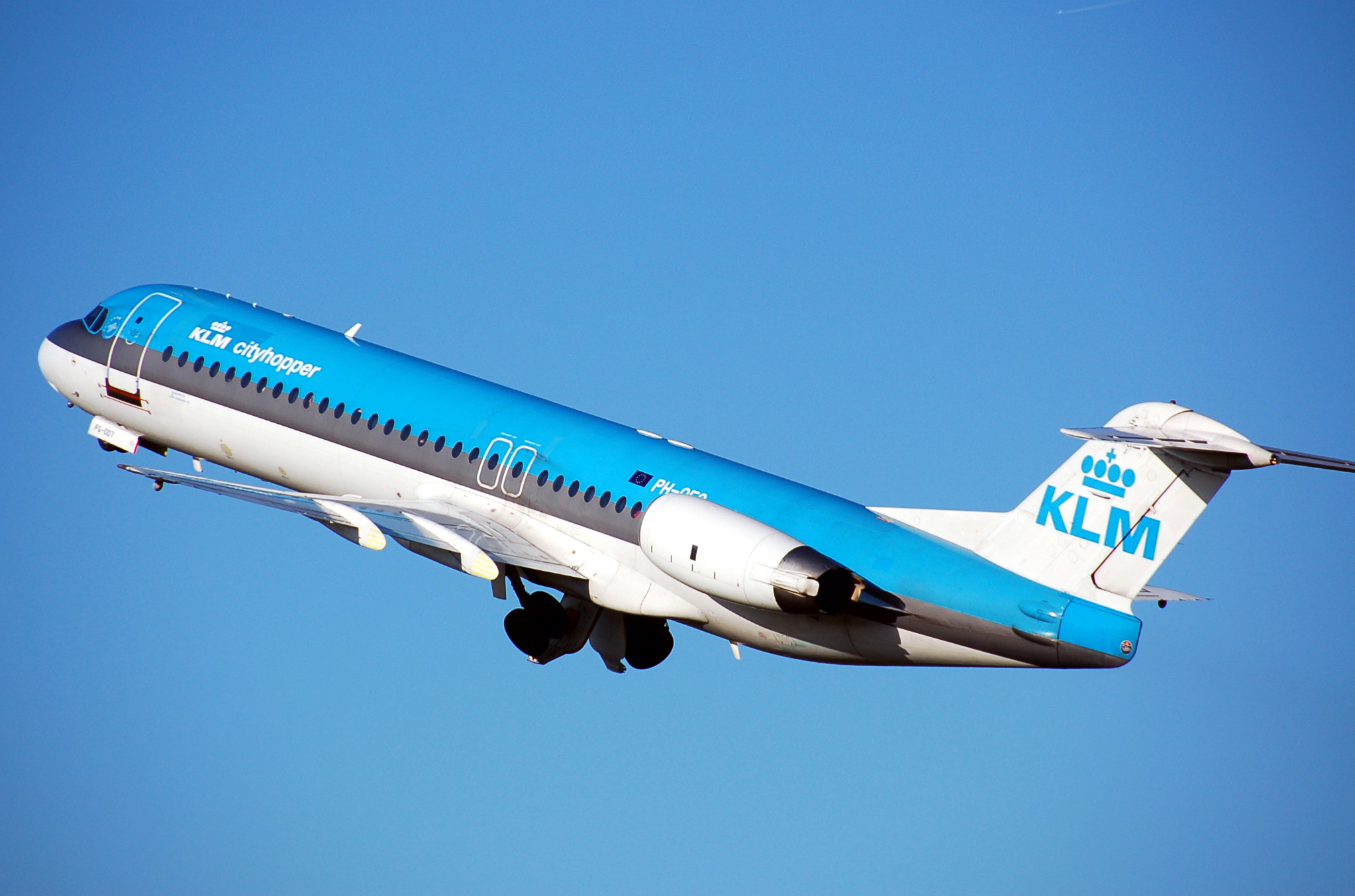
Fokker 100 linii KLM Cityhopper

Fokker 100 – holenderski dwusilnikowy odrzutowy samolot pasażerski regionalnego zasięgu, skonstruowany w biurze konstrukcyjnym Fokkera. Dzięki niewielkiej konkurencji i niskim kosztom eksploatacji samolot bardzo dobrze się sprzedawał pod koniec lat 80. Ostatecznie produkcję zakończono w 1997, kiedy to z fabryki wyjechał ostatni – 283. egzemplarz.

## Historia

### Geneza
Holenderska wytwórnia, wraz z wprowadzeniem na rynek maszyn Fokker F27 i Fokker F28, odniosła duży sukces na rynku regionalnych samolotów komunikacyjnych krótkiego i średniego zasięgu. Obydwa samoloty cieszyły się opinią maszyn niezawodnych, ekonomicznych i łatwych w eksploatacji. Opinia ta przełożyła się na dużą sprzedaż obydwu modeli samolotów. Tym niemniej rynek rozwijał się i oblatany w 1955 roku, turbośmigłowy F27 oraz w 1967 roku odrzutowy F28 wymagały znalezienia następców. W 1983 roku Fokker przedstawił plan wprowadzenia dwóch nowych modeli mających podtrzymać i wzmocnić opinię na temat holenderskiego wytwórcy, jako producenta innowacyjnych, niezawodnych i popularnych modeli samolotów. Nowe maszyny oznaczone jako Fokker 50 i Fokker 100, miały bazować na wcześniejszych konstrukcjach odpowiednio F27 i F28. Największym z samolotów pasażerskich wyprodukowanych dotychczas przez Fokkera został model 100.

### Projekt
Program Fokker F28 Mk 100 został zapoczątkowany w 1983 jako następca popularnego samolotu Fokker F28. Projektowany samolot pod nazwą Fokker 1000 został oparty na samolocie F 28, ale zostaje wyposażony w nową awionikę, nowoczesne silniki turbowentylatorowe Rolls-Royce Tay. W nowym samolocie przeprojektowane zostały również skrzydła. Zwiększona została liczba miejsc w kadłubie z 65 do 107 w jednej klasie. Skrzydła podczas lotu mają być wydajniejsze o 30% zachowując swoją prostotę. W kokpicie wykorzystano elektronikę Rockwell Collins DU-1000 EFIS. Podobnie jak u poprzednika, w Fokkerze 100 silniki zostają zamontowane w tylnej części kadłuba, oraz usterzenie w kształcie litery T.

## Produkcja
Zbudowano dwa prototypy. Pierwszy (PH-MKH) wzbił się w powietrze 30 listopada 1986. Drugi (PH-MKC) został oblatany 25 lutego 1987. Pierwszy samolot wyposażony w silniki Tay 620-15 został dostarczony do linii Swissair w lutym 1988. Następnie zamówienia złożyły linie:
- American Airlines (75 samolotów)
- TAM Transportes Aéreos Regionais (50 samolotów)
- US Airways (40 samolotów)

Linie te były głównymi klientami na samolot Fokker 100. Samoloty te były napędzane przez mocniejsze silniki Tay 650-15.
W 1991 Fokker wyprodukował 70 samolotów Fokker 100 oraz posiadał zamówienia na 230 samolotów. W 1993 projektowano większy model o dłuższym zasięgu, który posiadał dodatkowe zbiorniki paliwa w skrzydłach. W tym samym roku wprowadzono również krótszą wersję znaną jako Fokker 70. W 1994 projektowano wersję Quick-Change, która opierała się na szybkim przekonfigurowaniu kabiny pasażerskiej na towarową. Jednak nie kontynuowano prac nad nowymi wersjami.
Mimo że projekt okazał się sukcesem na rynku, Fokker nadal tracił pieniądze ze względu na złe zarządzanie. W 1996 Fokker wpadł w kryzys i w 1997 produkcję przerwano.
W 1999 grupa Rekkof Restart wynegocjowała wznowienie montażu samolotów Fokker 100 i Fokker 70, jednak porozumienie nie doszło do skutku.
W następnych latach szansa na wznowienie produkcji była coraz mniejsza ze względu na silną konkurencję ze strony Embraera oraz Bombardiera.

## Warianty
- Fokker 70 – pomniejszona wersja
- Fokker 100 – wersja wyjściowa
- Fokker 100QC – wersja Quick-Change, szybka zmiana pasażerski/cargo
- Fokker 100EJ – biznesowa wersja
- Fokker 130 – powiększona wersja, nigdy nie weszła do produkcji.

## Konstrukcja
Dwusilnikowy dolnopłat o konstrukcji całkowicie metalowej z usterzeniem w układzie T. Silniki umieszczone w tylnej części kadłuba. Podwozie trójpodporowe, chowane w locie.